# Štajerska Rinka
Il monte Štajerska Rinka con 2.374 m s.l.m. è una cima delle Alpi di Kamnik e della Savinja della sezione Alpi di Carinzia e di Slovenia.